# Río Rojo (película)
Río Rojo (Red River) es una película estadounidense del género western de 1948 dirigida por Howard Hawks y protagonizada por John Wayne y Montgomery Clift. La cinta narra una versión ficticia del primer traslado de ganado vacuno de Texas a Kansas a lo largo del sendero Chisholm.
La película fue nominada a dos premios Óscar: al mejor montaje (Christian Nyby) y al mejor guion adaptado (Borden Chase). Forma parte del AFI's 10 Top 10 en la categoría "Western".
En 1990, la película fue considerada «cultural, histórica y estéticamente significativa» por la Biblioteca del Congreso de Estados Unidos y seleccionada para su preservación en el National Film Registry.

## Trama
La trama gira alrededor del ranchero Thomas Dunson (Wayne), quien, a mediados del siglo XIX, trata de empezar su propia hacienda en Texas. Al inicio de su empresa conoce a un huérfano de nombre Matthew Matt Garth a quien adopta. Al cruzar el río Rojo, y no importándole la propiedad del territorio a manos de otro ganadero, se afinca en la zona. Tiempo después, al terminar la guerra de Secesión, el rancho de Dunson se encuentra sumido en problemas económicos. Debido a esto, decide emprender la marcha a Misuri donde, según él, encontrará un buen precio por su ganado. Entre sus principales ayudantes se encuentran el ya adulto Matt (Clift) y Groot Nadine (Walter Brennan). El transcurso de la travesía se desarrolla en medio de muchos contratiempos. Agregado a esto, la conducta de Dunson se vuelve tiránica con sus empleados.
Por otro lado, aunque Dunson recibe recomendaciones de enviar su hato hacia Abilene, donde el ferrocarril ha arribado y la ruta es más segura, decide seguir su propósito inicial. En medio de una reyerta, Matt decide dirigirse a Abilene, a pesar de una amenaza de muerte del mismo Dunson ante su rebelión. Matt logra su propósito de vender el ganado en la ciudad, e incluso arregla un cheque a nombre de Dunson para darle parte de las ganancias. Sin embargo, el ranchero logra encontrar al joven Matt y entre ambos estalla una pelea.

## Reparto
- John Wayne - Thomas Dunson
- Montgomery Clift - Matthew "Matt" Garth
- Joanne Dru - Tess Millay
- Walter Brennan - Nadine Groot
- Coleen Gray - Fen
- Harry Carey - Sr. Melville
- John Ireland - Cherry Valance
- Noah Beery Jr. - Buster McGee

## Críticas
- New York Times: «en al menos dos terceras partes de la cinta, es una historia real de cowboys y de la dura, peligrosa vida que soportaban».[6]
- Turner Classic Movies: «uno de los grandes Westerns producidos en Hollywood».[7]
- Variety: «la producción y dirección de Howard Hawks le otorga una magnífica interpretación a la historia de la formación del oeste estadounidense...»[8]